# Corymorpha sagamina
Corymorpha sagamina is een hydroïdpoliep uit de familie Corymorphidae. De poliep komt uit het geslacht Corymorpha. Corymorpha sagamina werd in 1988 voor het eerst wetenschappelijk beschreven door Hirohito. 